# Congresso di Verona (1822)
(Beltrame)

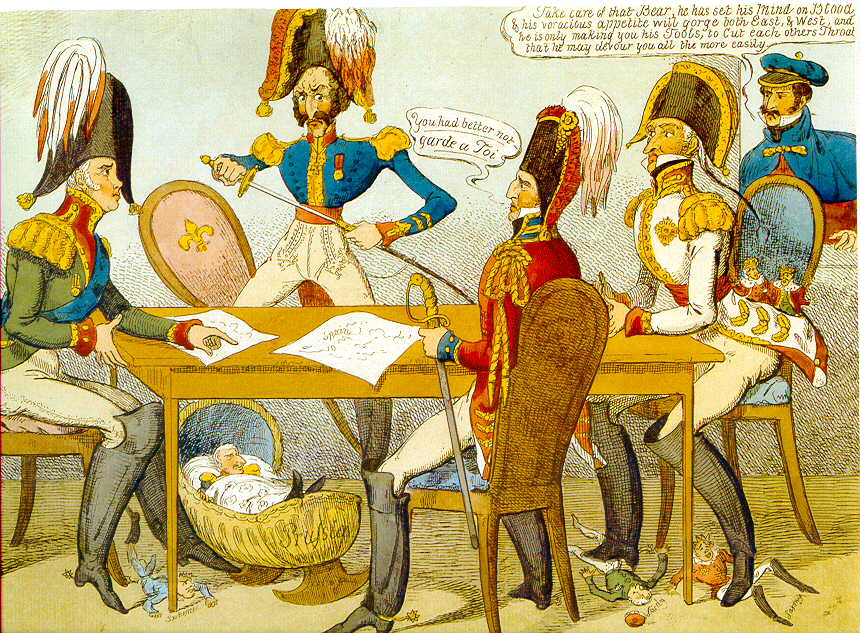
Illustrazione satirica dell'epoca

Il Congresso di Verona (conosciuto anche come Congresso dei Grandi) si svolse dal 9 al 14 ottobre 1822.

## Descrizione
Fu convocato dalla Santa Alleanza (creata a Parigi il 26 settembre 1815 da Prussia, Russia e Austria, e alla quale aderirono anche Francia, Piemonte, Paesi Bassi e Svezia) e vi parteciparono i governanti di quasi tutti gli Stati d'Europa. I rappresentanti dei vari gabinetti europei si riunirono per decidere in quale città tenere il congresso: tra Milano, Firenze, Venezia, Udine e Verona scelsero quest'ultima.
I rappresentanti delle cinque potenze della Quintuplice Alleanza erano:
- Impero russo: lo Zar Alessandro I ed il Conte Nesselrode
- Impero asburgico: l'Imperatore Francesco I e il Principe di Metternich
- Regno di Prussia: il Principe di Hardenberg e il danese Conte di Bernstorff
- Regno di Francia: il Duca di Montmorency-Laval e il Visconte di Chateaubriand
- Regno Unito: il Duca di Wellington

Ad essi si aggiunsero:
- Regno di Sardegna: il Re Carlo Felice di Savoia
- Regno delle Due Sicilie: il Re Ferdinando I di Borbone
- Stato della Chiesa: Monsignor Giuseppe Maria Spina
- Granducato di Toscana: il Granduca Ferdinando III d'Asburgo-Lorena
- Francesco IV d'Austria-Este, Duca di Modena e Reggio

Al Congresso furono discussi alcuni problemi di respiro internazionale, tra i quali la tratta degli schiavi, la pirateria nell'oceano Atlantico, la situazione italiana e i problemi di stabilità causati dalle rivoluzioni spagnola e greca.
Una delle decisioni più importanti prese dalle grandi potenze fu il mandato alla Francia di Luigi XVIII, ad intervenire per reprimere il governo costituzionale di Madrid e restaurare il governo assoluto del re Ferdinando VII: ciò che diede avvio alla successiva Spedizione di Spagna.